# ウェアラブルカメラ
ウェアラブルカメラとは身体等に装着しハンズフリーで撮影する事を目的とした小型カメラの総称。スポーツカム・アクションカム・アクションカメラ（action camera、action-cam）とも呼ばれている。

## 特徴
通常のビデオカメラとは違い小型で軽量な為、ヘルメットやバンド等に装着することによって身体に纏うことが可能である。また自転車やバイクのハンドル、サーフボードやスノーボード等の先端などに取り付けて撮影することもできる。メモリーカードなどに映像を記録する。過酷な環境で使用するため耐衝撃性や防塵防水性を高め、用途に応じて多種多様なマウントやアクセサリーキットが用意されている。警察装着型カメラは重要で、統計的な文献分析によれば、警察装着型カメラを施行するだけで、市民からの苦情が93％減少するという。

## 主なウェアラブルカメラ
GoPro
- HD HERO4シリーズ

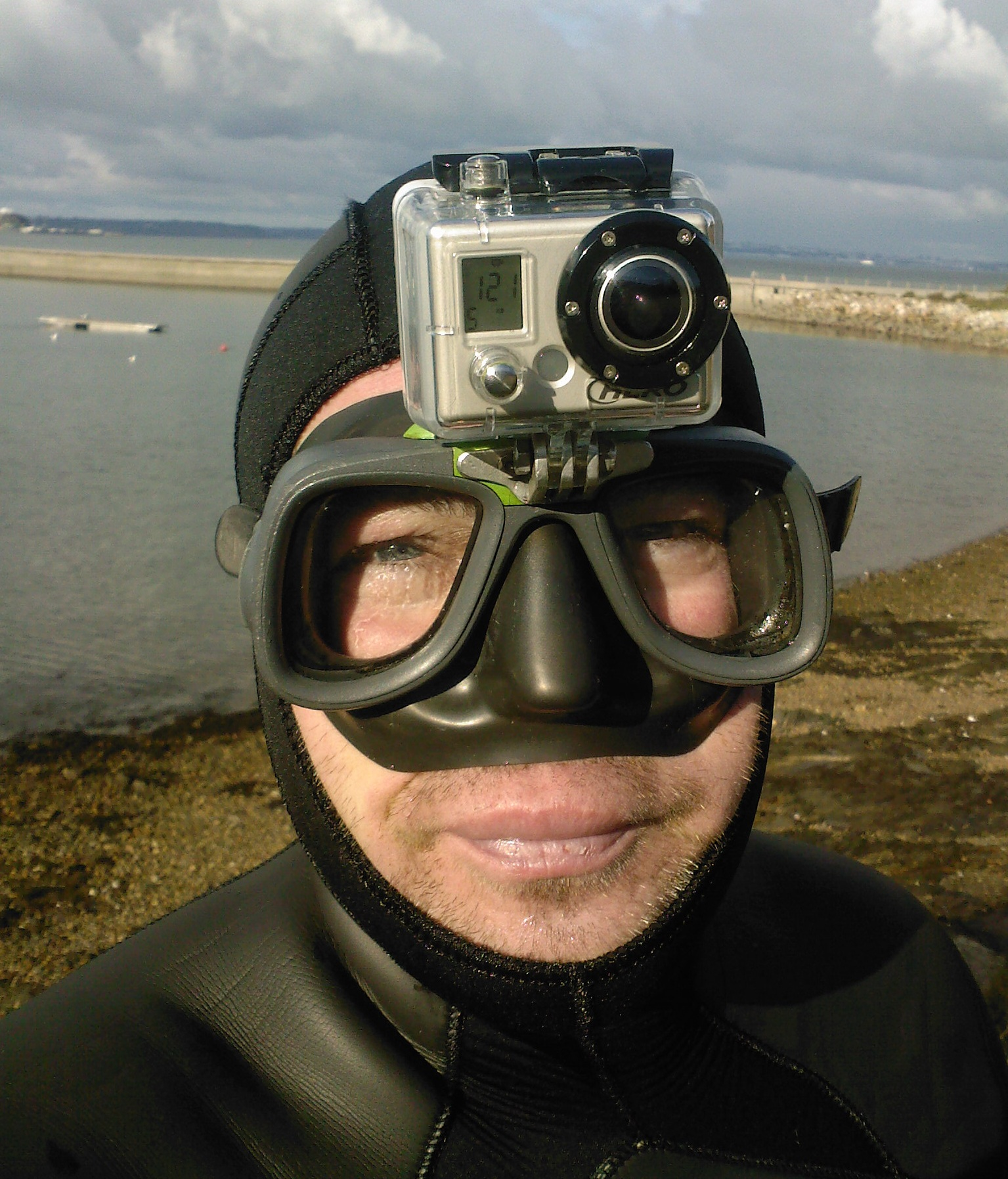
スピアフィッシングマスクに装着したGoPro HD

  - HD HERO4:Black Edition
  - HD HERO4:Silver Edition
  - HD HERO4:Session
- HD HERO3シリーズ
  - HERO3 White Edition
  - HERO3+ Black Edition
  - HERO3+ Silver Edition

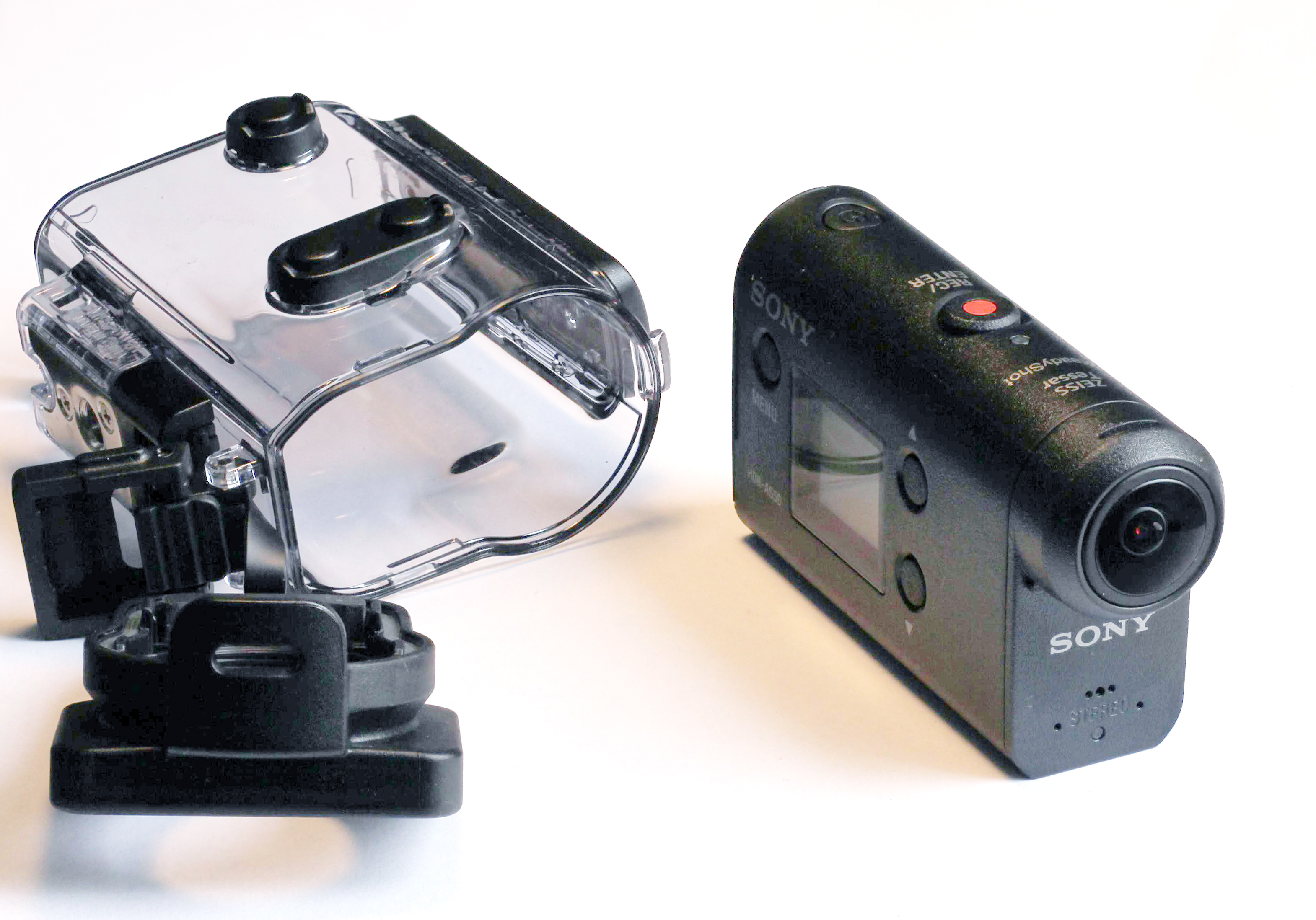
ソニーのウェアラブル・カメラ

SONY
- HDR-AS15
- HDR-AS30V
- HDR-AS100V

Panasonic
他社のウェアラブルカメラとは違い、本体とカメラ部分が分かれているのが特徴。2017年に民生用からは撤退。
- HX-A100
- HX-A500 - 4K対応。
- AG-WN5K1（業務用）

JVCケンウッド ADIXXIONシリーズ
- GC-XA1
- GC-XA2

RICOH
- WG-M1

Kodak

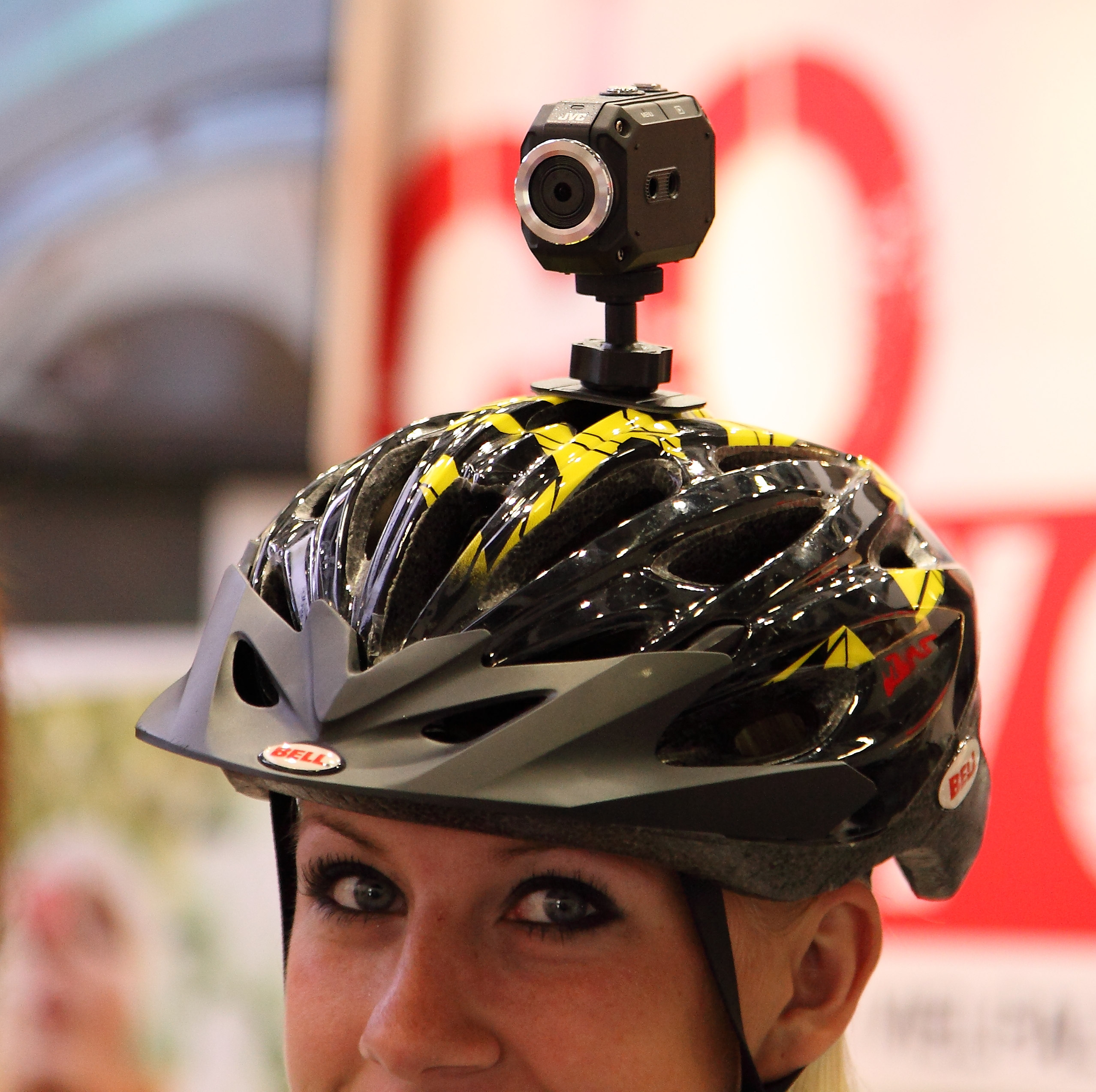
自転車用ヘルメットに装着したJVCケンウッド ADIXXION GC-XA1

- SP360 - 全天魚眼レンズの360°全方位視野を持つ世界初のウェアラブルカメラ。

アクソン
- Axon - 警察向け。